# トリエチルアルミニウム
トリエチルアルミニウム(英：Triethylaluminium 、略：TEA)とは高分子合成の助触媒や焼夷剤、ロケットエンジン用の点火器などに使われる揮発性のアルキルアルミニウムである。化学式は、{\displaystyle {\ce {C6H15Al}}}
腐食性を持ち空気に触れると自然発火する性質を持つ。
ナパーム剤や高性能ジェット燃料への添加剤など高性能燃焼剤の成分としても利用されている。古いものでは第二次世界大戦のころのM74ロケットから、新しい物ではMark77爆弾の燃料添加剤として使用されている。